# Vranići, Čačak
Vranići (izvirno srbsko Вранићи) je naselje v Srbiji, ki upravno spada pod Občino Čačak; slednja pa je del Moraviškega upravnega okraja.

## Demografija
V naselju živi 404 polnoletnih prebivalcev, pri čemer je njihova povprečna starost 40,5 let (41,1 pri moških in 40,0 pri ženskah). Naselje ima 141 gospodinjstev, pri čemer je povprečno število članov na gospodinjstvo 3,65.
To naselje je, glede na rezultate popisa iz leta 2002, večinoma srbsko.
|  |

| Demografija | Demografija     | Demografija     |
| Leto        | Št. prebivalcev | Št. prebivalcev |
| ----------- | --------------- | --------------- |
|             |                 |                 |
|             |                 |                 |
|             |                 |                 |
|             |                 |                 |
| 1948        | 575             |                 |
| 1953        | 538             |                 |
| 1961        | 513             |                 |
| 1971        | 544             |                 |
| 1981        | 522             |                 |
| 1991        | 506             | 495             |
| 2002        | 518             | 515             |
|             |                 |                 |

| Etnična sestava po popisu iz leta 2002 | Etnična sestava po popisu iz leta 2002 | Etnična sestava po popisu iz leta 2002 | Etnična sestava po popisu iz leta 2002 | Etnična sestava po popisu iz leta 2002 |
| -------------------------------------- | -------------------------------------- | -------------------------------------- | -------------------------------------- | -------------------------------------- |
| Srbi                                   | Srbi                                   |                                        | 511                                    | 99,22%                                 |
| Jugoslovani                            | Jugoslovani                            |                                        | 1                                      | 0,19%                                  |
| Neznano                                | Neznano                                |                                        | 2                                      | 0,38%                                  |